# Глебовская улица (Москва)
Гле́бовская у́лица — улица в Восточном административном округе города Москвы на территории Муниципального округа (района) Богородское. Пролегает между 4-й Гражданской улицей и Бульваром Маршала Рокоссовского; идёт параллельно Бойцовой улице, Детской улице и Открытому шоссе.
Нумерация домов ведётся от 4-й Гражданской улицы.

## История
Глебовская улица возникла в подмосковном Черкизове; названа так в 1912 г., по расположению поблизости от Глебовской плотины на реке Яузе.

## Расположение
- Глебовская улица пролегает между 4-й Гражданской улицей и Бульваром Маршала Рокоссовского.
- Глебовская улица идёт параллельно Бойцовой улице, Детской улице и Открытому шоссе.
- Вправо отходит Глебовский переулок.

## Примечательные места, здания и сооружения

### Здания
Всего зданий: 26; наибольший номер дома — 20бс4.

| - 1к1 - 2 - 3к1 - 3к1с1 - 3к2 - 4 - 5 - 6 - 7 | - 8 - 8ак1 - 8ак2 - 9 - 10 - 10а - 10к1 - 11 - 12 | - 12с5 - 13/29 - 16 - 20/27 - 20б - 20бс2 - 20бс3 - 20бс4 |

## Ближайшая станция метро
- Станция метро «Бульвар Рокоссовского».

## Транспорт

### Наземный транспорт
Остановки безрельсового колёсного транспорта
От станции метро «Преображенская площадь»:
- Остановка «Магазин» (Глебовская ул., 19):

Автобус: № 86
От станции метро «Бульвар Рокоссовского»:
- Остановка «Бульвар Маршала Рокоссовского, 12» (Бульвар Маршала Рокоссовского, 19/16):

Автобус: № 86, 265